# جاك وشجرة الفاصولياء
«جاك وشجرة الفاصولياء» حكاية خرافية إنجليزية. وكان أول ظهور لها في نسخة الموعظة المطبوعة عن طريق الناشر بنيامين تابارت عام 1807.
تُعتبر الأكثر شهرة في «حكايات جاك»، ووفقًا للباحثين في جامعتي درم ولشبونة، نشأت القصة منذ أكثر من خمسة آلاف عام، بناءً على شكل قصة عتيقة واسعة الانتشار.

## القصة

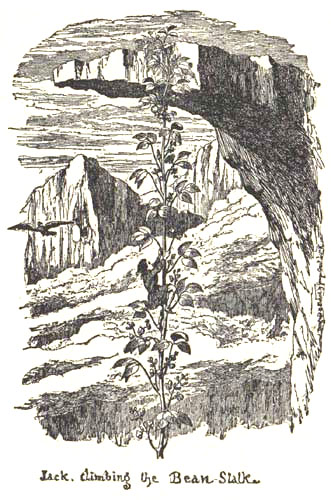
جاك وشجرة الفاصولياء كروكشانك

جاك شاب فقير يعيش مع والدته الأرملة وبقرة حلوب في منزل ريفي. كان حليب البقر هو مصدر دخلهم الوحيد. في يوم ما، توقفت البقرة عن إعطاء الحليب، لذا تطلب الأم من جاك نقلها إلى السوق ليتم بيعها. وفي الطريق، يقابل جاك تاجر حبوب يقدم فاصوليا سحرية مقابل البقرة، ووافق جاك بهذه التجارة. عندما وصل إلى المنزل دون أي أموال، تغضب والدته، وترمي الفاصوليا على الأرض، وترسل جاك إلى السرير دون عشاء.
أثناء الليل، تتسبب الفاصوليا السحرية في نمو شجرة الفاصولياء العملاقة خارج نافذة جاك. في صباح اليوم التالي، يصعد جاك شجرة الفاصولياء إلى أرض مرتفعة في السماء. يجد قلعة هائلة ويتسلل إليها. بعد فترة وجيزة، يعود مالك القلعة العملاق إلى منزله. حيث يصف العملاق أن هناك رائحة إنسان بشري في جُمل مُتناغمة، وهي:
| « | في فاي فو فوم! أشم رائحة دم رجل إنجليزي: سواء كان حياً أم ميتاً سأطحن عظامه لصنع الخبز. | » |

في الإصدارات التي تظهر فيها زوجة العملاق (العملاقة)، أقنعته بأنه مخطئ وتُساعد جاك على الاختباء لأن المرأة تعرف أنه فقير. عندما يغفو العملاق، يسرق جاك حقيبة من العملات الذهبية ويهرب إلى أسفل شجرة الفاصولياء.
جاك يتسلق شجرة الفاصولياء مرتين للبحث عن الكنوز الأخرى ويسرقها عندما ينام العملاق؛ سرق أولاً إوزة تضع بيضًا ذهبيًا، ثم قيثارة سحرية تلعب بنفسها. يستيقظ العملاق عندما يغادر جاك المنزل مع القيثارة ويلاحق جاك أسفل شجرة الفاصولياء. جاك يصرخ على أمه لتعطيه الفأس قبل أن يصل العملاق إلى الأرض، ثم يقطع شجرة الفاصولياء، مما تسبب في سقوط العملاق ووفاته.
يعيش جاك ووالدته بسعادة غنية مع ثروات جاك بعد ذلك.